# Groupe de NGC 2907
Le groupe de NGC 2907 comprend au moins trois galaxies situées dans la constellations de l'Hydre. La distance moyenne entre ce groupe et la Voie lactée est d'environ 34,4 Mpc (∼112 millions d'al). 

## Membres
Le tableau ci-dessous liste les trois galaxies du groupe indiquées dans l'article de A.M. Garcia paru en 1993.   
| Nom         | Class.  | Type           | α (J2000.0)   | δ (J2000.0)  | Vitesse radiale (km/s) | m               | Distance (Mpc) | Diamètre (kal) |
| ----------- | ------- | -------------- | ------------- | ------------ | ---------------------- | --------------- | -------------- | -------------- |
| NGC 2907    | SA(s)a? | Spirale        | 09h 31m 36.7s | -16° 44′ 05″ | 2090 ± 9               | 11,6            | 35,7 ± 2,5     | 52             |
| MCG -3-25-1 | SB?     | Spirale barrée | 09h 31m 26.2s | -16° 34′ 32″ | 1795 ± 0               | 12,245 ± 0,087a | 31,4 ± 2.2     | 37             |
| MCG -3-25-4 | SB(r)b? | Spirale barrée | 09h 33m 15.3s | -16° 46′ 05″ | 2104 ± 3               | 11,10           | 36,0 ± 2,5     | 68             |

- aDans le proche infrarouge.

Le site DeepskyLog permet de trouver aisément les constellations des galaxies mentionnées dans ce tableau ou si elles ne s'y trouvent pas, l'outil du site constellation permet de le faire à l'aide des coordonnées de la galaxie. Sauf indication contraire, les données proviennent du site NASA/IPAC.